# Скрыпник, Николай Николаевич
Николай Николаевич Скрыпник (род. 15 мая 1948) — советский шахтёр, бригадир рабочих очистного забоя шахтоуправления имени Фрунзе производственного объединения «Ровенькиантрацит» Министерства угольной промышленности Украинской ССР, Луганская область. Герой Социалистического Труда (1983). Депутат Верховного Совета УССР 11-го созыва.

## Биография
Родился 15 мая 1948 года. Его отец — фронтовик и шахтёр — воспитал в своих сыновьях: Борисе, Алексее, Николае и Анатолии любовь к этой профессии.
Николай без отрыва от производства он окончил Коммунарский горно-металлургический институт.
Вся его трудовая деятельность неразрывно связана с шахтой имени Фрунзе, куда он пришёл в 1970 году. Начинал горнорабочим очистного забоя, а пять лет спустя возглавил добычную бригаду, которой выпало первой на предприятии  осваивать новый комплекс КМ-87.
Преодолев 150-тысячный рубеж добычи антрацита, этот горняцкий коллектив завоевал право называться комсомольско-молодёжным. Был участником XVIII съезда ВЛКСМ.
В течение пяти лет бригада Н. Н. Скрыпника выдавала на-гора свыше миллиона тонн «чёрного золота», а среднесуточная нагрузка на забой превышала 3 тысячи тонн.
Указом Президиума Верховного Совета СССР от 2 июня 1983 года за достижение выдающихся успехов в увеличении добычи угля, большой личный вклад в развитие движения за добычу 1000 и более тонн угля в сутки из очистного забоя и проявленный трудовой героизм Николаю Николаевичу Скрыпнику присвоено звание Героя Социалистического Труда с вручением ордена Ленина и золотой медали «Серп и Молот».
Активно занимался общественной деятельностью. Представлял городскую парторганизацию на XXVI съезде КПСС, был в составе делегации на Всемирном фестивале молодёжи и студентов на Кубе, избирался депутатом Верховного Совета УССР 11-го созыва.
Ныне находится на пенсии.

## Награды
- Герой Социалистического Труда (1983).
- Награждён орденами Ленина (1983) и Трудового Красного Знамени (1979), медалью «За трудовое отличие» (1974).
- Кавалер знака «Шахтёрская слава» трех степеней.
- Лауреат премии Ленинского комсомола.
- Почетные грамоты Президиума Верховного Совета УССР и ЦК ЛКСМ Украины.
- Почетный шахтёр Украины.